# NGC 5843
NGC 5843 ist eine 12,3 mag helle Balkenspiralgalaxie mit ausgedehnten Sternentstehungsgebieten vom Hubble-Typ SBb im Sternbild Wolf am Südsternhimmel. Sie ist schätzungsweise 183 Millionen Lichtjahre von der Milchstraße entfernt und hat einen Durchmesser von etwa 110.000 Lj. 
Das Objekt wurde am 3. Mai 1834 von John Herschel mit einem 18-Zoll-Spiegelteleskop entdeckt, der bei zwei Beobachtungen „vF, R, vglbM, 20 arcseconds“ und „eF, E, vlbM, resolvable, 15 arcseconds long“ notierte.